# Sovrintendente capo coordinatore
Sovrintendente capo coordinatore è la qualifica apicale dei sovrintendenti della Polizia di Stato, del Corpo di Polizia Penitenziaria. Tale qualifica è subalterna al vice ispettore e superiore al sovrintendente capo ed è stata istituita nel 1995, con la denominazione di Sovrintendente Superiore, quando la qualifica di sovrintendente principale è stata abolita ed ha assunto la denominazione di sovrintendente capo, che fino ad allora era la qualifica apicale dei sovrintendenti della Polizia di Stato. 
Immediatamente dopo la sua istituzione la qualifica di Sovrintendente Superiore venne soppressa nel 1995, e da allora, in polizia, si ebbero tre sovrintendenti, che erano: vice sovrintendente, sovrintendente, e sovrintendente capo. Nel 2017 in seguito al riordino dei ruoli e delle carriere del personale delle Forze armate e delle forze di polizia la qualifica di sovrintendente superiore è stata reintrodotta, con la denominazione di Sovrintendente capo coordinatore. 
A far data dall'11 luglio 2019 sono stati adottati i nuovi segni distintivi di qualifica per gli appartenenti alla Polizia di Stato e il ruolo dei Sovrintendenti ha modificato sostanzialmente la foggia degli stessi i quali,  perdendo i caratteristici "binari", sono stati sostituiti dai "rombi" che richiamano la punta di una lancia.
La gerarchia dei sovrintendenti della Polizia di Stato è la seguente:
- vice sovrintendente (qualifica base). Distintivo di grado con un rombo dorato
- sovrintendente (seconda qualifica). Distintivo di grado con due rombi dorati
- sovrintendente principale poi Sovrintendente Capo(terza qualifica). Distintivo di grado con tre rombi dorati
- sovrintendente capo coordinatore (qualifica apicale). Distintivo di grado con tre rombi dorati con l'aggiunta del contorno dorato di un pentagono